# A Billboard 200 lista első helyezettjei 2014-ben

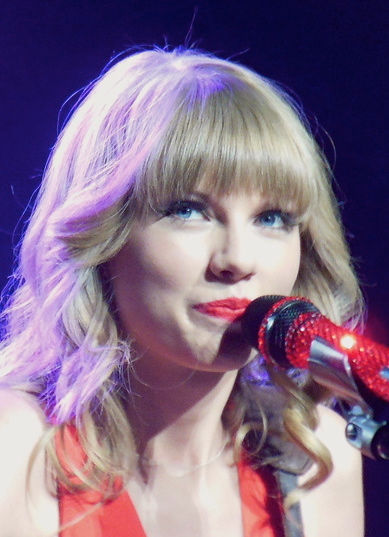
A country-pop énekesnő, Taylor Swift (a képen) negyedszerre is a Billboard 200 lista legtetején debütált 1989 című lemezével.

A következő albumok értek el első helyezést az Egyesült Államok Billboard 200 elnevezésű listáján 2014-ben. A listán az Amerikában legjobban teljesítő albumok és középlemezek kapnak helyet, melyet a Billboard magazin tesz közzé. Az adatokat a Nielsen SoundScan gyűjti össze az egyes albumok fizikai és digitális eladásai, az on-demand szolgáltatások és a lemezen található dalok digitális eladásai alapján.

## Lista

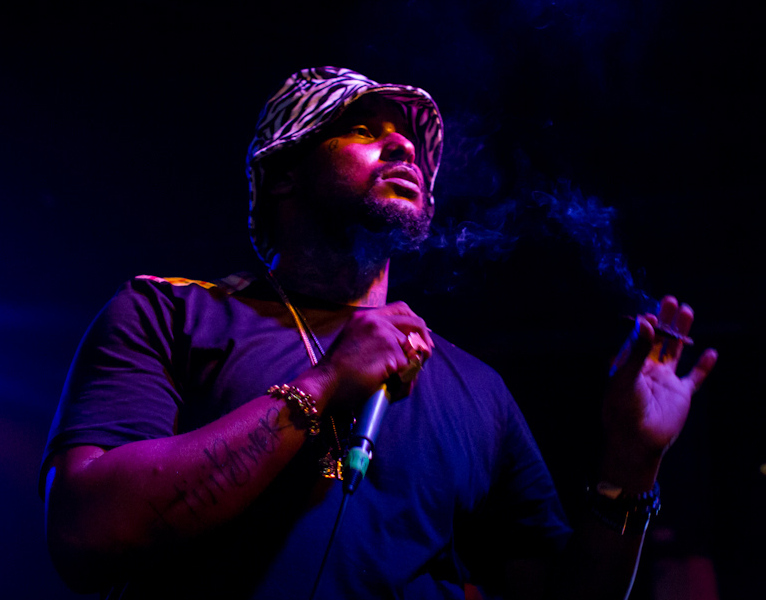
Az amerikai hiphopelőadó Schoolboy Q (a képen) harmadik stúdióalbuma, az Oximoron az első helyen debütált a Billboard 200-on.

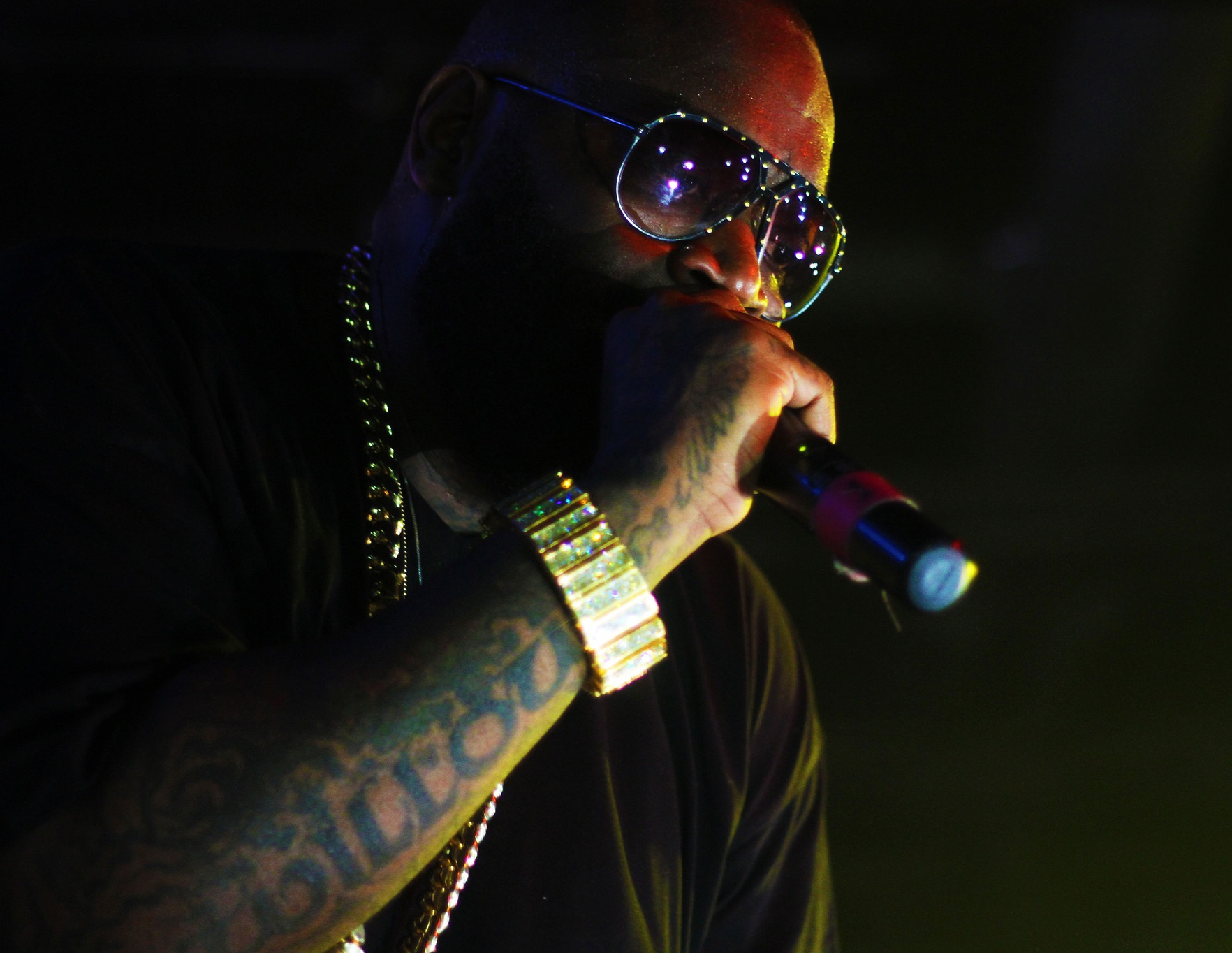
A rapper Rick Ross (a képen) 2014-ben megszerezte ötödik listavezető pozícióját hatodik stúdióalbumával, a Mastermind-dal.

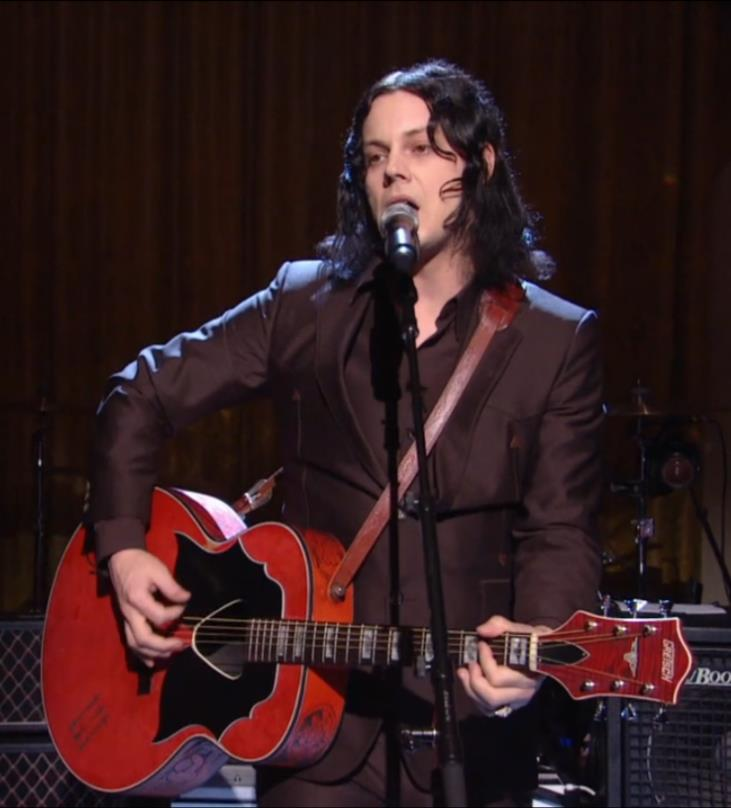
Jack White (a képen) Lazaretto című albuma az előadó második első helyezést elérő lemeze lett.

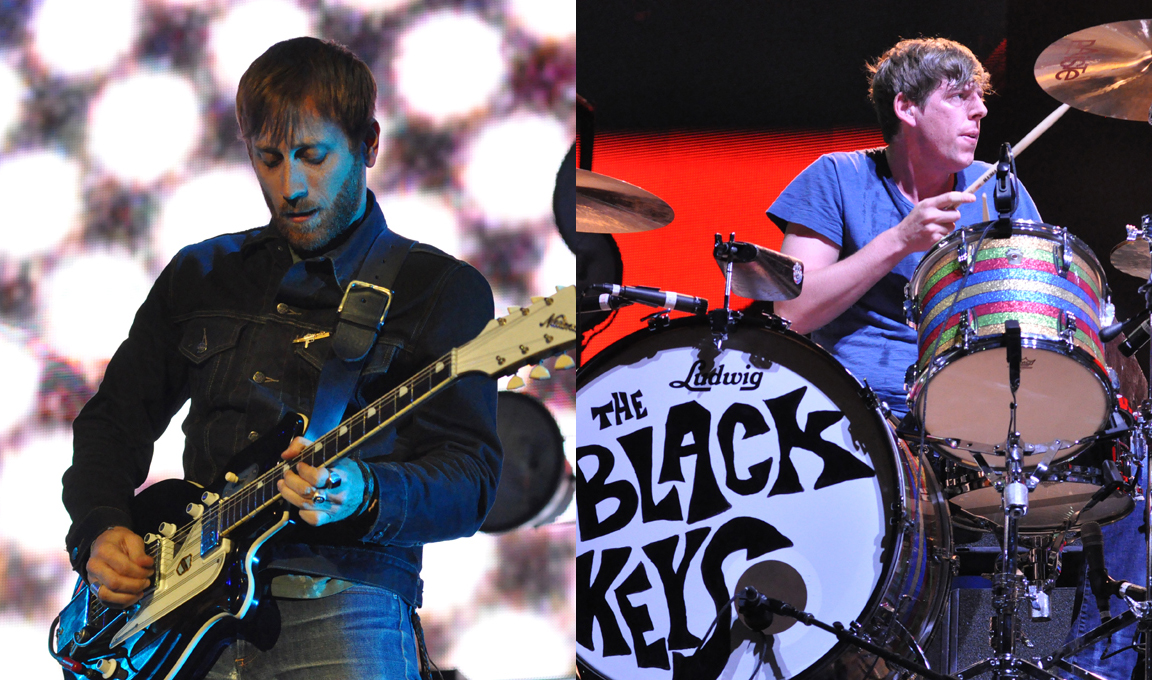
A Black Keys (a képen) rockegyüttes nyolcadik stúdióalbuma, a Turn Blue első helyezett lett az országban.

| Best performing album of 2014 | A legjobban teljesítő albumot jelzi 2014-ben |

| Kiadás dátuma  | Album                                       | Előadó(k)                       | Forr.  |
| -------------- | ------------------------------------------- | ------------------------------- | ------ |
| Január 4.      | Beyoncé                                     | Beyoncé                         | [ 2 ]  |
| Január 11.     | Beyoncé                                     | Beyoncé                         | [ 3 ]  |
| Január 18.     | Frozen                                      | Soundtrack                      | [ 4 ]  |
| Január 25.     | Frozen                                      | Soundtrack                      | [ 5 ]  |
| Február 1.     | High Hopes                                  | Bruce Springsteen               | [ 6 ]  |
| Február 8.     | Frozen                                      | Soundtrack                      | [ 7 ]  |
| Február 15.    | Frozen                                      | Soundtrack                      | [ 8 ]  |
| Február 22.    | Now 49                                      | Various Artists                 | [ 9 ]  |
| Március 1.     | The Outsiders                               | Eric Church                     | [ 10 ] |
| Március 8.     | Frozen                                      | Soundtrack                      | [ 11 ] |
| Március 15.    | Oxymoron                                    | Schoolboy Q                     | [ 12 ] |
| Március 22.    | Mastermind                                  | Rick Ross                       | [ 13 ] |
| Március 29.    | Frozen                                      | Soundtrack                      | [ 14 ] |
| Április 5.     | Frozen                                      | Soundtrack                      | [ 15 ] |
| Április 12.    | Frozen                                      | Soundtrack                      | [ 16 ] |
| Április 19.    | Frozen                                      | Soundtrack                      | [ 17 ] |
| Április 26.    | Frozen                                      | Soundtrack                      | [ 18 ] |
| Május 3.       | Frozen                                      | Soundtrack                      | [ 19 ] |
| Május 10.      | Frozen                                      | Soundtrack                      | [ 20 ] |
| Május 17.      | Frozen                                      | Soundtrack                      | [ 21 ] |
| Május 24.      | Now 50                                      | Various Artists                 | [ 22 ] |
| Május 31.      | Turn Blue                                   | The Black Keys                  | [ 23 ] |
| Június 7.      | Ghost Stories                               | Coldplay                        | [ 24 ] |
| Június 14.     | Ghost Stories                               | Coldplay                        | [ 25 ] |
| Június 21.     | Platinum                                    | Miranda Lambert                 | [ 26 ] |
| Június 28.     | Lazaretto                                   | Jack White                      | [ 27 ] |
| Július 5.      | Ultraviolence                               | Lana Del Rey                    | [ 28 ] |
| Július 12.     | x                                           | Ed Sheeran                      | [ 29 ] |
| Július 19.     | Trigga                                      | Trey Songz                      | [ 30 ] |
| Július 26.     | 1000 Forms of Fear                          | Sia                             | [ 31 ] |
| Augusztus 2.   | Mandatory Fun                               | "Weird Al" Yankovic             | [ 32 ] |
| Augusztus 9.   | 5 Seconds of Summer                         | 5 Seconds of Summer             | [ 33 ] |
| Augusztus 16.  | Hypnotic Eye                                | Tom Petty and the Heartbreakers | [ 34 ] |
| Augusztus 23.  | Guardians of the Galaxy: Awesome Mix Vol. 1 | Soundtrack                      | [ 35 ] |
| Augusztus 30.  | Guardians of the Galaxy: Awesome Mix Vol. 1 | Soundtrack                      | [ 36 ] |
| September 6    | Blacc Hollywood                             | Wiz Khalifa                     | [ 37 ] |
| Szeptember 13. | My Everything                               | Ariana Grande                   | [ 38 ] |
| Szeptember 20. | V                                           | Maroon 5                        | [ 39 ] |
| Szeptember 27. | Anomaly                                     | Lecrae                          | [ 40 ] |
| Október 4.     | Partners                                    | Barbra Streisand                | [ 41 ] |
| Október 11.    | Cheek to Cheek                              | Tony Bennett & Lady Gaga        | [ 42 ] |
| Október 18.    | Bringing Back the Sunshine                  | Blake Shelton                   | [ 43 ] |
| Október 25.    | Old Boots, New Dirt                         | Jason Aldean                    | [ 44 ] |
| November 1.    | Anything Goes                               | Florida Georgia Line            | [ 45 ] |
| November 8.    | .5: The Gray Chapter                        | Slipknot                        | [ 46 ] |
| November 15.   | 1989                                        | Taylor Swift                    | [ 47 ] |
| November 22.   | 1989                                        | Taylor Swift                    | [ 48 ] |
| November 29.   | 1989                                        | Taylor Swift                    | [ 49 ] |
| December 6.    | Four                                        | One Direction                   | [ 50 ] |
| December 13.   | 1989                                        | Taylor Swift                    | [ 51 ] |
| December 20.   | 1989                                        | Taylor Swift                    | [ 52 ] |
| December 27.   | 2014 Forest Hills Drive                     | J. Cole                         | [ 53 ] |